# Epiphragma (Epiphragma) nymphicum
Epiphragma (Epiphragma) nymphicum is een tweevleugelige uit de familie steltmuggen (Limoniidae). De soort komt voor in het Oriëntaals gebied.